# Dimensionsstabilität
Die Dimensionsstabilität (bei Holz auch: das Stehvermögen) bezeichnet die Eigenschaft von Stoffen, unter wechselnden Umgebungsbedingungen (Temperatur, Luftfeuchtigkeit etc.) maßhaltig zu bleiben.
Bei verschiedenen Holzarten ist die Intensität und Geschwindigkeit des Quellens und Schwindens unterschiedlich stark ausgeprägt. Aufgrund der Anisotropie des Holzes in axialer, radialer und tangentialer Richtung kommt es teilweise zu unregelmäßigen Verformungen bei Änderungen des Umgebungsklimas. Holzarten mit einer guten Dimensionsstabilität haben ein gutes Stehvermögen, ändern ihre Dimensionen also relativ wenig und verformen sich nur wenig. Beispiele dafür sind Teak (Tectona grandis) sowie thermisch modifiziertes Holz. Andere Arten, wie Buche (Fagus sylvatica) und Massaranduba (Manilkara spp.) haben ein schlechtes Stehvermögen und damit eine geringe Dimensionsstabilität. Ursächlich für die Dimensionsstabilität einer Holzart sind vor allem der Gehalt an bestimmten Holzinhaltsstoffen, die Porosität und in gewissem Maß auch die Dichte.
Der Begriff wird auch bei Kunststoffen verwendet, insbesondere bei Thermoplasten. So sind amorphe Thermoplaste bis zum Erreichen der Glasübergangstemperatur dimensionsstabil.
Auch bei Textilien ist die Dimensionsstabilität von Bedeutung, sie kann beispielsweise durch Merzerisation gesteigert werden.
Eine einfache, wirksame und traditionelle Möglichkeit, das Stehvermögen zu verbessern, ist die Imprägnierung bzw. Tränkung mit Leinöl oder anderen härtenden Ölen.